# Galina Anatoljewna Pugatschenkowa
Galina Anatoljewna Pugatschenkowa, international auch G. A. Pugachenkova (russisch Галина Анатольевна Пугаченкова; * 25. Januarjul. / 7. Februar 1915greg. in Werny; † 18. Februar 2007 in Taschkent) war eine sowjetisch-usbekische Archäologin, Kunstwissenschaftlerin und Hochschullehrerin.

## Leben
Nach dem Schulabschluss 1930 studierte Pugatschenkowa in Taschkent am Zentralasiatischen Industrie-Institut in der Architektur-Abteilung mit Abschluss 1937 als Architektin. Nach der anschließenden Aspirantur im Zentralasiatischen Industrie-Institut am Lehrstuhl für zentralasiatische Architekturgeschichte verteidigte sie 1941 ihre Kandidat-Dissertation für die Promotion zur Kandidatin der Architektur.
Von 1942 bis 1960 war Pugatschenkowa Dozentin am Lehrstuhl für Archäologie der Fakultät für Geschichtswissenschaften  der Zentralasiatischen Staatlichen Universität (SAGU). Sie beteiligte sich an den archäologischen Ausgrabungen in den Gebieten des heutigen Usbekistan, Turkmenistan und Afghanistan. Von 1946 bis 1961 war sie Chefin der VII. Gruppe der Südturkmenischen Archäologischen Expedition zur Untersuchung der Architektur des Partherreichs, des antiken Baktrien und der Städte Chaltschajan, Dalverzin-Tepe, Durnali und Kampir-Tepe (30 km westlich von Termiz). Ihre Schülerinnen waren Wera Bulatowa und Nina Nemzewa.
1958 wurde Pugatschenkowa wissenschaftliche Senior-Mitarbeiterin des Taschkenter Hamza-Instituts für Kunstwissenschaft. 1959 wurde sie nach Verteidigung ihrer Doktor-Dissertation über die Entwicklung der Architektur Südturkmenistans in den Zeiten der Sklaverei und des Feudalismus zur Doktorin der Kunstwissenschaft promoviert. Von 1959 bis 1984 war sie Chefin und wissenschaftliche Leiterin der Usbekischen Kunstwissenschaftlichen Expedition. Sie organisierte Expeditionen nach Buchara, Fargʻona, Samarqand und anderen Städten und Ausgrabungsstätten zusammen mit Lasar Israilewitsch Rempel, der bei den vielen Veröffentlichungen ihr ständiger Koautor war. Sie benutzte die Numismatik zur Einordnung der verschiedenen Skulpturstile. Mit ihren Untersuchungsergebnissen entwickelte sie Theorien zu den Ursprüngen der Kuschana-Kunst und den Einflüssen Baktriens und des Partherreichs auf die Gandhara-Kultur.
1960 wurde Pugatschenkowa Leiterin des Sektors für Kunst- und Architekturgeschichte des Hamza-Instituts für Kunstwissenschaft. 1962 folgte die Ernennung zur Professorin. 1968 wurde sie zum Korrespondierenden Mitglied und 1984 zum Vollmitglied der Akademie der Wissenschaften der Usbekischen Sozialistischen Sowjetrepublik gewählt. Ihre Monografie über die Kunst Usbekistans wurde ein Archäologie-Lehrbuch an Universitäten auch anderer zentralasiatischer Länder. Unter ihrer Leitung bereitete eine Spezialistengruppe den Druck von Bänden der Sammlung der Architekturdenkmäler Usbekistans vor.
Pugatschenkowa wurde 1993 zum Vollmitglied der Usbekischen Kunstakademie gewählt. Sie war Korrespondierendes Mitglied des Deutschen Archäologischen Instituts und des Istituto italiano per il Medio ed Estremo Oriente, Ehrendoktorin der Universität Straßburg, Ehrenmitglied der International Academy of Architecture für die Länder des Ostens und Mitglied vieler anderer wissenschaftlicher Organisationen.
Pugatschenkowa war verheiratet mit dem Archäologen Michail Jewgenjewitsch Masson, mit dem sie auch gemeinsam publizierte.

## Ehrungen, Preise
- Medaille „Für heldenmütige Arbeit im Großen Vaterländischen Krieg 1941–1945“ (1946)
- Verdiente Wissenschaftlerin der  Usbekischen Sozialistischen Sowjetrepublik (1964)
- Hamza-Staatspreis der Usbekischen Sozialistischen Sowjetrepublik (1966 zusammen mit Lasar Israilewitsch Rempel)
- Jubiläumsmedaille „Zum Gedenken an den 100. Geburtstag von Wladimir Iljitsch Lenin“ (1970)
- Orden des Roten Banners der Arbeit (1975)
- Medaille „Veteran der Arbeit“ (1984)
- Biruni-Staatspreis der Republik Usbekistan (1992)[5]
- Orden der Freundschaft der Republik Usbekistan (1995)
- Goldmedaille der Usbekischen Kunstakademie (2000)
- Verdienstorden der Republik Usbekistan (2002)